# Đau khớp
Đau khớp, tiếng Anh: Arthralgia (từ tiếng Hy Lạp arthro-, joint + -algos, pain)  theo nghĩa đen có nghĩa là cơn đau vùng xương khớp. Đây là một triệu chứng của chấn thương, nhiễm trùng, bệnh (đặc biệt là viêm khớp) hoặc phản ứng dị ứng do thuốc..
Theo MeSH, thuật ngữ "đau khớp" chỉ nên được sử dụng với tình trạng không viêm, và thuật ngữ "viêm khớp" nên được sử dụng khi tình trạng có viêm.

## Nguyên nhân
Nguyên nhân của đau khớp  rất đa dạng, từ góc độ các khớp, từ quá trình thoái hóa và hủy hoại như viêm xương khớp hay các chấn thương thể thao đến viêm các mô xung quanh các khớp, chẳng hạn như
viêm bao hoạt dịch.

## Điều trị
Điều trị đau khớp phụ thuộc vào những nguyên nhân cụ thể. Nguyên nhân cơ bản sẽ được điều trị đầu tiên và tích cực nhất. Các phương pháp điều trị có thể bao gồm phẫu thuật thay khớp cho các khớp bị hư hỏng nặng, ức chế miễn dịch cho rối loạn chức năng hệ thống miễn dịch, kháng sinh khi nguyên nhân là nhiễm trùng. Việc theo dõi cơn đau cũng có vai trò quan trọng trong điều trị. 

Ngoài ra để giảm cơn đau có thể thực hiện các bài tập dài hạn, sử dụng các loại thuốc chống đau, thuốc giảm đau theo toa, hoặc phương pháp điều trị khác. Capsaicin, một chất được tìm thấy trong quả ớt có thể làm giảm đau khớp viêm khớp và các tình trạng tương tự khác. Capsaicin có vai trò kích thích cơ thể sản xuất hoạt chất endorphins để ngăn chặn cơn đau. Ngày nay, capsaicin đã được chế phẩm thành một loại thuốc giảm đau dùng ngoài da, có thuốc được dùng để giảm. Capsaicin không có hoặc có rất ít tác dụng phụ đối với bệnh nhân, tác dụng phụ bao gồm mẫn cảm, đau nhức tại vùng bôi. Một lựa chọn khác là bôi kem viêm có chứa các thành phần, methyl salicylate(Bengay).